# Johann Velius
Johann Velius (auch: Feel; * 5. September 1545 in Kassel; † 10. Oktober 1631 in Einbeck) war ein deutscher lutherischer Theologe.

## Leben
Der Sohn des fürstlich und landgräflich hessischen Zeugmeisters Georg Feel besuchte die Partikularschule seiner Heimatstadt und absolvierte ein Studium an den Universitäten Erfurt, Wittenberg und Jena. 1564 erwarb er in Erfurt den Grad des Baccalaureus. Nachdem er eine Zeit lang als Kantor in Erfurt tätig gewesen war, wechselte er in gleicher Funktion nach Göttingen. Am 6. Februar 1570 erwarb er in Erfurt den Grad des Magisters der Philosophie und wurde im selben Jahr am 13. Mai Prediger an der Marktkirche St. Jacobi in Einbeck. Später war er dort Superintendent und damit verbunden Senior der städtischen Geistlichkeit sowie Inspektor der zugehörigen Schulen.
Der Musiker und Poet beschäftigte sich auch mit Genealogie und trat als Autor verschiedener Schriften in Erscheinung. Durch seine fanatischen Predigten vertrieb Velius um 1580 die Juden aus Einbeck, die dort – mit Unterbrechungen – 300 Jahre ansässig gewesen waren.
Velius starb am 10. Oktober 1631 in Einbeck und wurde am 13. Oktober 1631 in der dortigen Marktkirche St. Jacobi begraben.

## Familie
Velius war zwei Mal verheiratet. Seine erste Ehe schloss er 1568 in Göttingen mit Anna († 3. Juli 1612 in Einbeck), der Tochter des Angelus Halbach. Aus der Ehe stammten 12 Kinder, wovon nur ein Sohn den Vater überlebte. Seine zweite Ehe schloss er am 30. April 1614 mit Anna, der Witwe des Joachim Ludeke. Die Ehe blieb kinderlos.

## Weblink
- Druckschriften von und über Johann Velius im VD 17.

| Personendaten    | Personendaten                   |
| ---------------- | ------------------------------- |
| NAME             | Velius, Johann                  |
| ALTERNATIVNAMEN  | Feel                            |
| KURZBESCHREIBUNG | deutscher lutherischer Theologe |
| GEBURTSDATUM     | 5. September 1545               |
| GEBURTSORT       | Kassel                          |
| STERBEDATUM      | 10. Oktober 1631                |
| STERBEORT        | Einbeck                         |